# James M. Gaylord

James Madison Gaylord (29 de mayo de 1811 – 14 de junio de 1874) fue un Representante estadounidense por Ohio.
Nacido en Zanesville, Gaylor se mudó a McConnelsville en 1818.  Asistió a la escuela pública y se graduó en Derecho por la Universidad de Ohio en Athens.  Fue admitido al Colegio de Abogados y ejerció su oficio. Fue nombrado letrado del Tribunal de Causas Comunes en 1834.
Gaylord fue elegido como Demócrata en el 32.º congreso (4 de marzo de 1851 – 3 de marzo de 1853). A la término de su mandato en el Congreso fue elegido juez testamentario. Fue nombrado Alguacil adjunto de los Estados Unidos en 1860.
Gaylord fue elegido como Juez de paz en 1865, y por sucesivas reelecciones continuó en el cargo hasta su muerte en McConnelsville, Ohio, el 14 de junio de 1874. Fue enterrado en el cementerio de dicha ciudad.